# Deborah Strang
Deborah Strang est une actrice américaine née le 12 novembre 1950 à Big Stone Gap en Virginie.

## Biographie
Elle est vue dans le rôle de Dodie dans Dernières heures à Denver.

## Filmographie

### Cinéma
- 1991 : Ramblin' Gal : Ruby
- 1995 : Dernières heures à Denver : Dodie
- 1997 : The Magazine : Linda
- 1997 : Le Collectionneur : Dianne Wainford
- 1998 : Les Démons du maïs 5 : La Secte des damnés : Mme O'Brien
- 2001 : Breathing Hard : Dorothy Kent
- 2004 : Terre promise : Sue
- 2005 : Shackles : Dr Beecher
- 2008 : L'Œil du mal : la mère de Jerry
- 2016 : Eternity Hill : Tina Knicks
- 2016 : Salt Water : Dr Satterfield
- 2018 : To The Beat! : Frances
- 2021 : Nos âmes d'enfants : Carol

### Télévision
- 1989 : Monsters : Xantipe Finch (1 épisode)
- 1990 : Rick Hunter : Arlene Miller (1 épisode)
- 1990 : Code Quantum : Aggie (1 épisode)
- 1990 : Corky, un adolescent pas comme les autres : Violet (1 épisode)
- 1990 : Dans la chaleur de la nuit : Charlene Ross (1 épisode)
- 1990 : La Loi de Los Angeles : Carol Graff (1 épisode)
- 1991 : Les Sœurs Reed : Rita (1 épisode)
- 1991 : Côte Ouest : Ida Morgan (2 épisodes)
- 1994 : X-Files : Aux frontières du réel : Inspecteur B. J. Morrow (1 épisode)
- 1996 : Une maman formidable : Mary Mullens (1 épisode)
- 1996 : Star Trek: Deep Space Nine : Amiral T'Lara (1 épisode)
- 1997 : Profiler : Mme Poole et Darla Turner (2 épisodes)
- 1997-1998 : Port Charles : Susanne Madison (5 épisodes)
- 1999 : Urgences : Mme Drane (1 épisode)
- 1999 : Providence : Elizabeth Gurwyn (1 épisode)
- 2000 : Associées pour la loi : Ann Cooper (1 épisode)
- 2000 : Les Anges du bonheur : Elle Hauk (1 épisode)
- 2002 : Washington Police : Mme Stockwell (1 épisode)
- 2002-2007 : Des jours et des vies : Mme Meyers, une chirurgienne et le juge Warner (5 épisodes)
- 2003-2004 : La Caravane de l'étrange : Becca Donovan (2 épisodes)
- 2004 : Division d'élite (1 épisode)
- 2005 : Line of Fire : Mary Petersen (1 épisode)
- 2005 : Ghost Whisperer : Mme Grimaldi (1 épisode)
- 2005 : Threshold : Premier Contact : Annie Sonntag (1 épisode)
- 2006 : Close to Home : Juste Cause : Maxine Peters (1 épisode)
- 2008 : Numbers : Martha Biggs (1 épisode)
- 2008 : Cold Case : Affaires classées : Julia Chapin (1 épisode)
- 2008-2009 : Spectacular Spider-Man : Tante May Parker (16 épisodes)
- 2010 : Castle : Ruby (1 épisode)
- 2010 : Grey's Anatomy : Ellie Ratigan (1 épisode)
- 2012 : The Newsroom : Gloria Hansen (1 épisode)
- 2013 : Body of Proof : Etta Starkovich (1 épisode)
- 2015 : House of Lies : Carolyn Kroll (1 épisode)
- 2016 : Scorpion : Earth Momma (1 épisode)
- 2017-2022 : Hôpital central : Betsy Frank (16 épisodes)
- 2019- 2021 : La Ligue des justiciers : Nouvelle Génération : Gretchen Goodness (voix) (8 épisodes)
- 2019 : 9-1-1 : Adele Summers (2 épisodes)
- 2020 : Stumptown : Betty Wells (1 épisode)
- 2022 : NCIS : Enquêtes spéciales : Diane Warner (1 épisode)
- 2024 : Outer Range : Mustang Sally (1 épisode)
- 2025 : Tracker : Ava Kinderson (saison 2, épisode 10)